# 船底座T
船底座T，又名CP-59 2840，HD 94776、SAO 251178、HR 4271，是船底座的一颗恒星，视星等为5.92，位于銀經289.11，銀緯-0.8，其B1900.0坐标为赤經10h 51m 17.4s，赤緯-59° -0.8′ 9″。